# Selección de fútbol sub-20 de Italia
La selección italiana de fútbol Sub-20 es el equipo nacional sub-20 de fútbol de Italia y es controlado por la Federación Italiana de Fútbol.
El equipo compite en la Copa Mundial de Fútbol Sub-20, que se celebra cada dos años.

## Historia
El equipo sub-20 es el superior a la Selección italiana sub-19, y actúa principalmente como filial de la selección italiana sub-21 que proporciona un mayor desarrollo internacional para los jugadores jóvenes. La clasificación de la Sub-20 depende de la Sub-19. El equipo sub-19 fue subcampeón del Europeo 2008 Sub-19 de la UEFA, con lo que la Sub-20 se clasificó para la Copa Mundial de Fútbol Sub-20 de 2009.
Cualquier jugador puede recibir una llamada de la Sub-20, independientemente de si han jugado para el equipo Sub-19. Como el equipo participa principalmente en torneos amistosos, jugadores mayores también pueden ser seleccionados.
El equipo participó en el Torneo Cuatro Naciones con Alemania, Suiza y Polonia (en el pasado Austria o los Países Bajos), que era el accesorio principal del equipo Sub-20.
El equipo también tiene un evento anual con la Serie D Best XI después de que termine la temporada, a partir de 2007 (excepto en 2009, que la sub-20 fue sustituido por la Sub-19 y entrenado por el seleccionador sub-19 Massimo Piscedda. la edición de 2006 también se jugó por el equipo inferior a la Sub-20, dirigido por el entrenador Paolo Berrettini.
Su mejor actuación en los mundiales de esta categoría fue en la edición 2023, cuando ocupó el segundo lugar.

## Estadísticas

### Copa Mundial de futbol
| Año   | Ronda            | Pos.            | J               | G               | E               | P               | GF              | GC              |
| ----- | ---------------- | --------------- | --------------- | --------------- | --------------- | --------------- | --------------- | --------------- |
| 1977  | Fase de grupos   | 12°             | 3               | 0               | 2               | 1               | 1               | 3               |
| 1979  | No clasificó     | No clasificó    | No clasificó    | No clasificó    | No clasificó    | No clasificó    | No clasificó    | No clasificó    |
| 1981  | Fase de grupos   | 16°             | 3               | 0               | 0               | 3               | 1               | 6               |
| 1983  | No clasificó     | No clasificó    | No clasificó    | No clasificó    | No clasificó    | No clasificó    | No clasificó    | No clasificó    |
| 1985  | No clasificó     | No clasificó    | No clasificó    | No clasificó    | No clasificó    | No clasificó    | No clasificó    | No clasificó    |
| 1987  | Cuartos de final | 5°              | 4               | 2               | 1               | 1               | 5               | 3               |
| 1989  | No clasificó     | No clasificó    | No clasificó    | No clasificó    | No clasificó    | No clasificó    | No clasificó    | No clasificó    |
| 1991  | No clasificó     | No clasificó    | No clasificó    | No clasificó    | No clasificó    | No clasificó    | No clasificó    | No clasificó    |
| 1993  | No clasificó     | No clasificó    | No clasificó    | No clasificó    | No clasificó    | No clasificó    | No clasificó    | No clasificó    |
| 1995  | No clasificó     | No clasificó    | No clasificó    | No clasificó    | No clasificó    | No clasificó    | No clasificó    | No clasificó    |
| 1997  | No clasificó     | No clasificó    | No clasificó    | No clasificó    | No clasificó    | No clasificó    | No clasificó    | No clasificó    |
| 1999  | No clasificó     | No clasificó    | No clasificó    | No clasificó    | No clasificó    | No clasificó    | No clasificó    | No clasificó    |
| 2001  | No clasificó     | No clasificó    | No clasificó    | No clasificó    | No clasificó    | No clasificó    | No clasificó    | No clasificó    |
| 2003  | No clasificó     | No clasificó    | No clasificó    | No clasificó    | No clasificó    | No clasificó    | No clasificó    | No clasificó    |
| 2005  | Cuartos de final | 7°              | 5               | 2               | 1               | 2               | 10              | 8               |
| 2007  | No se clasificó  | No se clasificó | No se clasificó | No se clasificó | No se clasificó | No se clasificó | No se clasificó | No se clasificó |
| 2009  | Cuartos de final | 7°              | 5               | 2               | 2               | 1               | 9               | 9               |
| 2011  | No se clasificó  | No se clasificó | No se clasificó | No se clasificó | No se clasificó | No se clasificó | No se clasificó | No se clasificó |
| 2013  | No se clasificó  | No se clasificó | No se clasificó | No se clasificó | No se clasificó | No se clasificó | No se clasificó | No se clasificó |
| 2015  | No se clasificó  | No se clasificó | No se clasificó | No se clasificó | No se clasificó | No se clasificó | No se clasificó | No se clasificó |
| 2017  | Tercer lugar     | 3°              | 7               | 3               | 2               | 2               | 10              | 9               |
| 2019  | Cuarto lugar     | 4°              | 7               | 4               | 1               | 2               | 8               | 5               |
| 2023  | Subcampeón       | 2°              | 7               | 5               | 0               | 2               | 13              | 8               |
| 2025  | Clasificado      | Clasificado     | Clasificado     | Clasificado     | Clasificado     | Clasificado     | Clasificado     | Clasificado     |
| Total | 8/23             | 17°             | 38              | 18              | 9               | 14              | 57              | 51              |

### Campeonato europeo Sub-19
| Eurocopa Sub-19 | Eurocopa Sub-19 | Eurocopa Sub-19 | Eurocopa Sub-19 | Eurocopa Sub-19 | Eurocopa Sub-19 | Eurocopa Sub-19 | Eurocopa Sub-19 | Eurocopa Sub-19 |                 |
| Año             | Ronda           | J               | G               | E               | P               | GF              | GC              |                 |                 |
| --------------- | --------------- | --------------- | --------------- | --------------- | --------------- | --------------- | --------------- | --------------- | --------------- |
| 2002            | No se clasificó | No se clasificó | No se clasificó | No se clasificó | No se clasificó | No se clasificó | No se clasificó |                 |                 |
| 2003            | Campeón         | 5               | 4               | 1               | 0               | 10              | 2               |                 |                 |
| 2004            | Fase de grupos  | 3               | 1               | 1               | 1               | 5               | 2               |                 |                 |
| 2005            | No se clasificó | No se clasificó | No se clasificó | No se clasificó | No se clasificó | No se clasificó | No se clasificó |                 |                 |
| 2006            | No se clasificó | No se clasificó | No se clasificó | No se clasificó | No se clasificó | No se clasificó | No se clasificó |                 |                 |
| 2007            | No se clasificó | No se clasificó | No se clasificó | No se clasificó | No se clasificó | No se clasificó | No se clasificó |                 |                 |
| 2008            | Subcampeón      | 5               | 2               | 2               | 1               | 7               | 7               |                 |                 |
| 2009            | No se clasificó | No se clasificó | No se clasificó | No se clasificó | No se clasificó | No se clasificó | No se clasificó |                 |                 |
| 2010            | Fase de grupos  | 3               | 0               | 1               | 2               | 0               | 5               |                 |                 |
| 2011            | No se clasificó | No se clasificó | No se clasificó | No se clasificó | No se clasificó | No se clasificó | No se clasificó |                 |                 |
| 2012            | No se clasificó | No se clasificó | No se clasificó | No se clasificó | No se clasificó | No se clasificó | No se clasificó |                 |                 |
| 2013            | No se clasificó | No se clasificó | No se clasificó | No se clasificó | No se clasificó | No se clasificó | No se clasificó |                 |                 |
| 2014            | No se clasificó | No se clasificó | No se clasificó | No se clasificó | No se clasificó | No se clasificó | No se clasificó |                 |                 |
| 2015            | No se clasificó | No se clasificó | No se clasificó | No se clasificó | No se clasificó | No se clasificó | No se clasificó |                 |                 |
| 2016            | Subcampeón      | 5               | 2               | 2               | 1               | 5               | 7               |                 |                 |
| 2017            | No se clasificó | No se clasificó | No se clasificó | No se clasificó | No se clasificó | No se clasificó | No se clasificó |                 |                 |
| 2018            | Subcampeón      | 5               | 3               | 1               | 1               | 10              | 7               |                 |                 |
| 2019            | Fase de grupos  | 3               | 1               | 0               | 2               | 5               | 5               |                 |                 |
| 2020            | Cancelado       | Cancelado       | Cancelado       | Cancelado       | Cancelado       | Cancelado       | Cancelado       | Cancelado       |                 |
| 2021            | Cancelado       | Cancelado       | Cancelado       | Cancelado       | Cancelado       | Cancelado       | Cancelado       | Cancelado       |                 |
| 2022            | Semifinal       | 4               | 2               | 0               | 2               | 5               | 7               |                 |                 |
| 2023            | Campeón         | 5               | 3               | 1               | 1               | 10              | 8               |                 |                 |
| 2024            | Semifinal       | 4               | 2               | 0               | 2               | 7               | 5               |                 |                 |
| 2025            | No se clasificó | No se clasificó | No se clasificó | No se clasificó | No se clasificó | No se clasificó | No se clasificó | No se clasificó | No se clasificó |
| Total           | 9/19            | 42              | 20              | 9               | 13              | 64              | 55              |                 |                 |